# Tony Taka
Tony Taka (トニー, Toni, nome real: 田中 貴之 Tanaka Takayuki, também referido simplesmente como Tony) (Miyagi, Japão, 1971) é um mangaka, artista de vídeo games e designer de personagens.

## Biografia
Ao se formar na faculdade de arte e design, ele começou a trabalhar como designer de propaganda, mas em 1998 alterou sua carreira e passou a se dedicar no estilo mangá/anime. Logo depois, ele começou ilustrando para numerosos eroges e a desenhar seus próprios personagens, rapidamente ganhando fama e popularidade. Além de seu trabalho de ilustração, que já englobou projetos de jogos inteiros, tais como as iterações recentes da popular série de jogos de RPG Shining, da Sega, ele também é diretor executivo de sua própria empresa, a RPM YK.

## Trabalhos

### Jogos
- Tempest
- Room with Lina (ルーム・ウィズ・リナ, Rūmu wizu Rina)
- Shining Tears
- Shining Wind
- Shining Hearts
- Shining Arc

### Eroges
- Arcana: Hikari to Yami no Extasis (アルカナ 〜光と闇のエクスタシス〜, Arukana ~Hikari to yami no Ekusutashisu~)
- Mitama: Shinobi (御魂 〜忍〜)
- After...
- Sora no Iro, Mizu no Iro
- Shinsou Genmukan (真章 幻夢館, Shinsō: Genmukan)
- Tsubasa no Hatameki (翼のはためき)
- Partner
- Fault!! (フォルト！！, Foruto!!)

### Dōjinshi
- Foundation X Kanzen-ban (FOUNDATION X 完全版) (Uchuu no Stellvia)
- Unfinished (Princess Crown)
- Kaburimon/Kaburimon 2/3 Kaburimon (カブリモン/カブリモン2/カブリモン3) (Ragnarok Online)
- Runar! (Gundam Seed Destiny)
- Watashi wa Kyozetsu Suru! Kamo (わたしは拒絶するっ!かも) (Bleach)
- Yakiimo Barbeque (◯焼きバーベキュー) (Zoids: Genesis)
- Caladbolg (カラドボルグ, Karadoborugu) (Fate/stay night)
- Entangle (エンタングルENTANGLE, Entanguru) (Zegapain)
- Nekomimi Batoraa (ねこみみばとらあ) (Hayate no Gotoku)
- Kiteruyo! Takeuchi-kun (きてるよ!竹内くんっ) (Bamboo Blade)
- Oneside (ひたぎ) (Bakemonogatari)
- Nanto Iu Deculture! (なんというデカルチャー!) (Macross Frontier)
- Botan Nabe (ぼたん鍋) (Clannad)

### Artbooks
- Tony's Art Works Graph I ao IV (Edição Limitada lançada em Taiwan)

Fontes: